# Шева (композиција)
Шева (рум. Ciocârlia) је композиција настала према народним мотивима из Румуније. За виолину ју је компоновао румунски композитор Чипријан Порумбеску у 19. веку, а њен најчувенији извођач био је виолиниста Ангелуш Динику.
Најпознатији извођачи овог захтевног дела у 20. веку су виолинисти Григораш Динику и Жорж Енеску, као и Георге Замфир који је изводи на пановој фрули. У Србији је композиција стекла велику популарност захваљујући интерпретацији од стране Мирољуба Аранђеловића Кемиша и честом извођењу од стране Великог народног оркестра Радио-телевизије Београд. Једна од најупечатљивијих изведби Шеве у Србији је изведба на фрули од стране Боре Дугића.